# Tang Suzong
Tang Suzong (chinois : 唐肅宗 ; pinyin : táng suzōng, 21 février 711 – 16 mai 762) est le onzième empereur de la dynastie Tang de Chine. Son nom de naissance est Lǐ Heng (李亨). Il règne de 756 à 762, succédant dans des circonstances dramatiques (rébellion du général An Lushan et pendaison de la favorite Yang Guifei) à son père Xuanzong  qui abdiqua en sa faveur.

## Biographie
La révolte d'An Lushan éclata vers la fin de l'année 755. Le général s'était alors réfugié dans sa province militaire, le Hebei, où il disposait d'importantes troupes. Il réussit à s'emparer de Luoyang, et se proclama empereur d'une nouvelle dynastie, celle des Yan. Puis il conduisit une attaque en direction de Chang'an, qui fut stoppée dans la passe de Tong par les troupes impériales conduites par le général Guo Ziyi, l'un des plus puissants gouverneurs militaires,. Le ministre Yang Guozong commença alors à redouter ce dernier, et convainquit l'empereur Xuanzong de conduire une offensive contre An Lushan. Celle-ci fut catastrophique pour les Tang, et cela incita Yang Guozong à organiser la fuite de l'empereur dans le Sichuan, région bien protégée des offensives extérieures, d'où sa famille était originaire, pendant que An Lushan pouvait investir Chang'an. Cependant, durant cet exil, la garde impériale se révolta, exécuta Yang Guozong puis sa sœur la concubine Yang Guifei, à qui ils imputaient les malheurs de l'empire, le tout devant un Xuanzong impuissant. Une fois dans le Sichuan, l'empereur fut démis par son fils, Suzong.
Il s'allia aux Ouïghours contre un lourd tribut. Ceux-ci détachèrent 4 000 cavaliers pour le soutenir. Avec leur appui, le général Guo Ziyi parvint à reprendre Chang'an puis Luoyang à la fin de l'année 757. Les Tang arrêtèrent alors de payer les troupes ouïghours, qui repartirent. Les généraux loyalistes échouèrent à remporter une victoire décisive contre les rebelles en raison d'une tempête de sable qui reporta la bataille, et chacun retourna dans ses bases respectives, laissant le conflit en suspens. Cela offrit donc un répit aux insurgés : An Qingxu fut assassiné par un de ses lieutenants, le turc Shi Shiming, qui s'établit dans le Hebei et se proclama à son tour empereur de la dynastie Yan. Celui-ci fut assassiné en 761 par son propre fils Shi Chaouyu. Pour en finir, les Tang firent à nouveau appel aux Ouïghours, à qui ils livrèrent Luoyang avec la possibilité de la piller pour payer leurs services. Cela eut au moins pour effet d'affaiblir définitivement les rebelles. L'année suivante, Shi Chaoyu se suicidait, mettant fin à la période de troubles initiés par le soulèvement d'An Lushan,.
La rébellion avait considérablement affaibli l'autorité des empereurs Tang et les alliés ouïghours, conscients d'être indispensables, se conduisaient en maîtres dans la capitale Chang'an (l'actuelle Xi'an), et la Chine fut leur tributaire pendant plusieurs décennies.